# MK Unia Poznań
Motoklub Unia Poznań – polski klub motocyklowy, dawniej wielosekcyjny klub sportowy.

## Historia
Klub powstał w 1915 roku jako Klub Sportowy „Unia”, natomiast w 1917 roku zmienił nazwę na Towarzystwo Sportowe „Unia”. W pierwszych latach prowadził głównie działalność niepodległościową, maskowaną uprawianiem sportu. Pierwszą dyscypliną uprawianą w klubie była piłka nożna. Później doszły boks, szermierka, tenis, lekkoatletyka, pływanie oraz sport motocyklowy. Sekcja motocyklowa została utworzona w 1924 roku, z czasem stała się wiodącą dyscypliną w klubie.
Unia była współorganizatorem Polskiego Związku Motocyklowego (1925) oraz pionierką wyścigów trawiastych (Złoty Kask).
W 1935 roku, po zlikwidowaniu większości sekcji, przekształcono Towarzystwo Sportowe „Unia” w Motoklub „Unia” (z oddziałem pływackim, działającym do 1939 roku, a po wojnie przejętym przez Wartę Poznań). W sierpniu 1945 roku Motoklub „Unia” wznowił swoją działalność. W 1950 roku klub przekształcono w wielosekcyjny TKS „Unia”, a od 1956 przywrócono nazwę Motoklub „Unia”, kontynuując działalność jednosekcyjną w sporcie motocyklowym.

## Sekcje
- boks – czołowi zawodnicy, medaliści mistrzostw Polski: F. Iwański, M. Szulc, K. Włodarczyk
- lekkoatletyka
- łyżwiarstwo
- Oddział Motocyklowy (zał. w 1924) – czołowi zawodnicy: Ryszard Mankiewicz, Jerzy Mieloch, W. Milewski, M. Nagengast, I. Stefański i A. Weyl
- piłka nożna – mistrz Wielkopolski w 1919 roku
- piłka nożna kobiet – pierwsza sekcja kobiecej piłki nożnej w Polsce
- pływanie
- szermierka
- tenis